# Печать Мэна
Печать штата Мэн — один из официальных символов штата Мэн.

## Описание
В центре печати находится щит с изображением лося, отдыхающего в поле, рядом с рекой и лесом. Прямо за лосем находится сосна. По разные стороны щита стоят крестьянин, который опирается на косу, и моряк, который опирается на якорь. Над щитом расположен девиз «Dirigo» (с латинского — «я направляю») — до принятия Нового курса Рузвельта выборы в США начинались именно в этом штате; над девизом расположена полярная звезда. Под щитом находится надпись «Мэн». Первый вариант печати и его утверждение произошло в 1820 году, а с 1919 года дизайн печати больше не менялся.
Девиз «Dirigo» и печать штата используется также Университетом Мэна. Девиз также был использован для названия медицинского агентства Dirigo, которое управляет системой здравоохранения штата Мэн.

## Старые печати

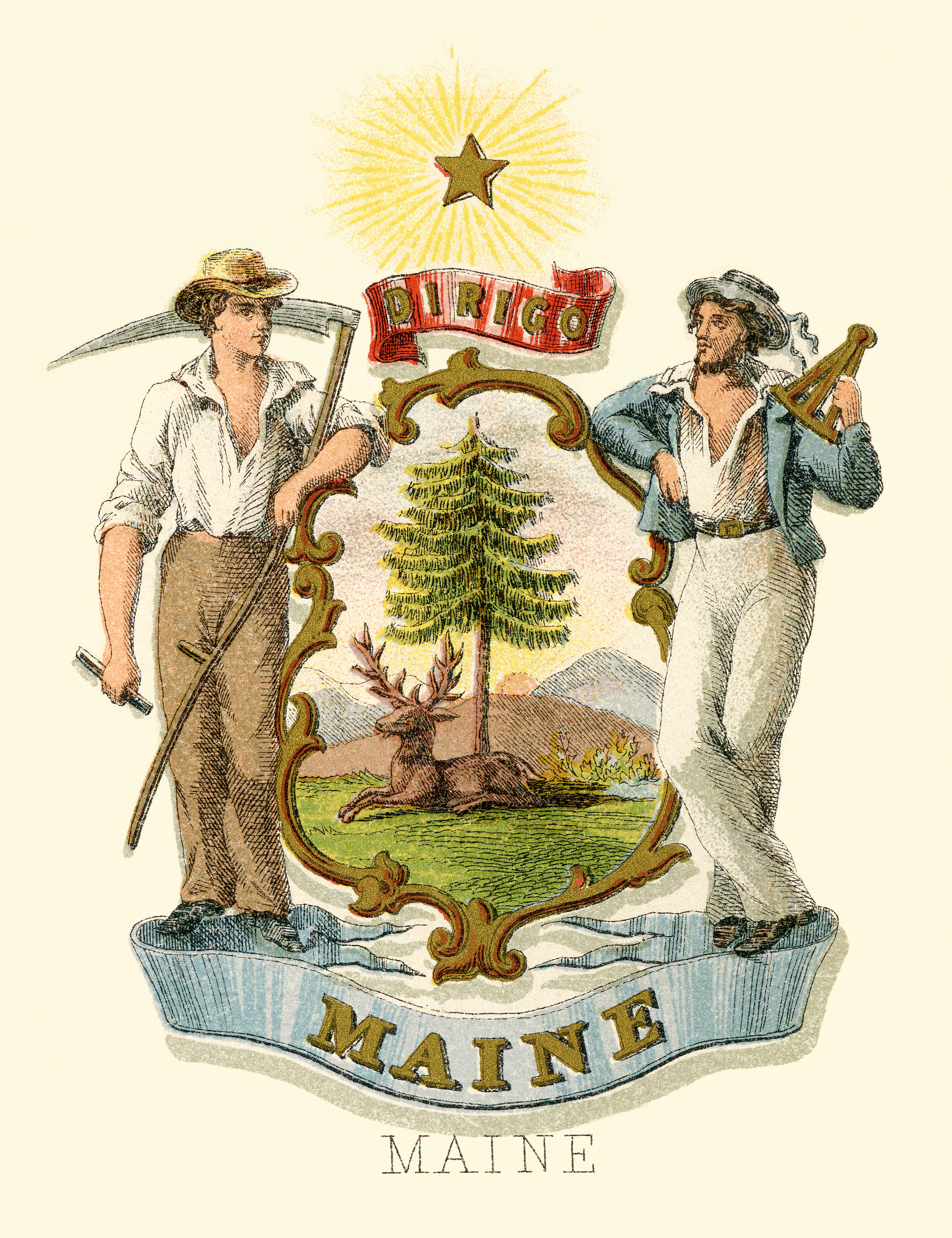
Вариант печати, принятой в 1876 году
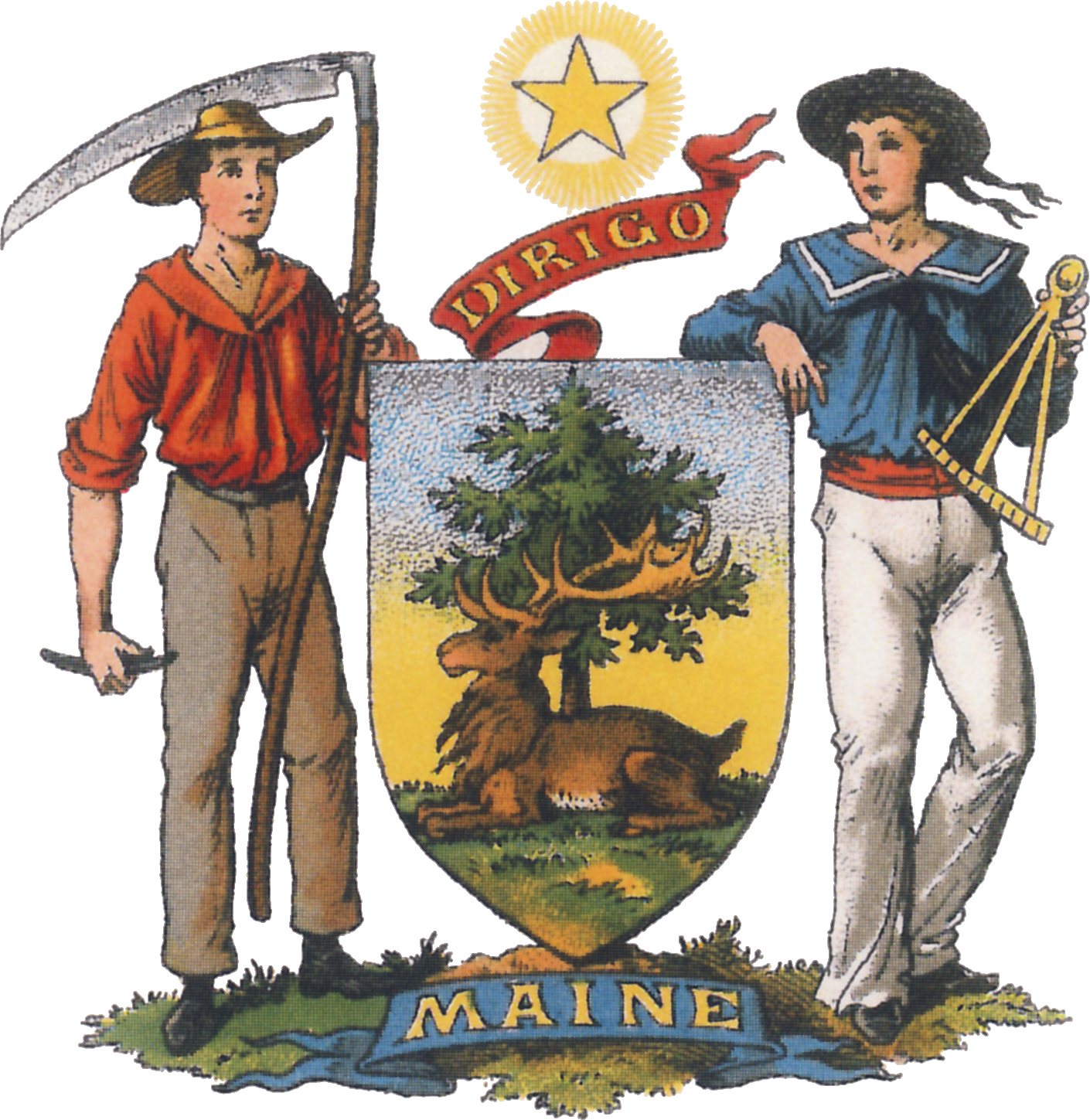
Вариант 1899 года